# Dom Viçoso
Dom Viçoso là một đô thị thuộc bang Minas Gerais, Brasil. Đô thị này có diện tích 113,178 km², dân số năm 2007 là 3020 người, mật độ 27,9 người/km².